# Глидек, Петр
Петр Глидек (чеш. Petr Hlídek; род. 4 мая 1962, Оломоуц, Североморавский край) — чехословацкий гребец, выступавший за сборную Чехословакии по академической гребле в 1979—1991 годах. Обладатель бронзовой медали регаты «Дружба-84», победитель и призёр первенств национального значения, участник летних Олимпийских игр в Сеуле.

## Биография
Петр Глидек родился 4 мая 1962 года в городе Оломоуц, Чехословакия.
Занимался академической греблей в Праге, проходил подготовку в столичном гребном клубе «Дукла».
Впервые заявил о себе на международном уровне в сезоне 1979 года, когда вошёл в состав чехословацкой национальной сборной и выступил на юниорском мировом первенстве в Москве, где в зачёте распашных безрульных двоек стал седьмым. Год спустя на аналогичных соревнований в Хазевинкеле завоевал в той же дисциплине бронзовую медаль.
В 1981 году в четвёрках без рулевого был четвёртым на чемпионате мира в Мюнхене.
В 1982 году в безрульных четвёрках занял четвёртое место на чемпионате мира в Люцерне.
В 1983 году в той же дисциплине показал пятый результат на чемпионате мира в Дуйсбурге.
Рассматривался в качестве кандидата на участие в Олимпийских играх 1984 года в Лос-Анджелесе, но Чехословакия вместе с несколькими другими странами восточного блока бойкотировала эти соревнования по политическим причинам. Вместо этого Глидек выступил на альтернативной регате «Дружба-84» в Москве, где в четвёрках без рулевого получил бронзу.
В 1985 году в рулевых четвёрках финишировал четвёртым на чемпионате мира в Хазевинкеле.
В 1986 году в четвёрках с рулевым был пятым на чемпионате мира в Ноттингеме.
В 1987 году в четвёрках без рулевого занял 11-е место на чемпионате мира в Копенгагене.
Благодаря череде удачных выступлений удостоился права защищать честь страны на летних Олимпийских играх 1988 года в Сеуле. В составе экипажа-четвёрки, куда также вошли гребцы Милан Долечек, Душан Махачек, Михал Шубрт и рулевой Олдржих Гейдушек, со второго места преодолел предварительный квалификационный этап, но затем на стадии полуфиналов стал лишь пятым и попал в утешительный финал В, где в конечном счёте финишировал вторым. Таким образом, расположился в итоговом протоколе соревнований на восьмой строке.
После сеульской Олимпиады Глидек остался действующим спортсменом на ещё один олимпийский цикл и продолжил принимать участие в крупнейших международных регатах. Так, в 1989 году он побывал на чемпионате мира в Бледе, где в программе безрульных четвёрок показал девятый результат.
В 1991 году в восьмёрках занял 11-е место на чемпионате мира в Вене.